# Abbaye de Munster de Ruremonde

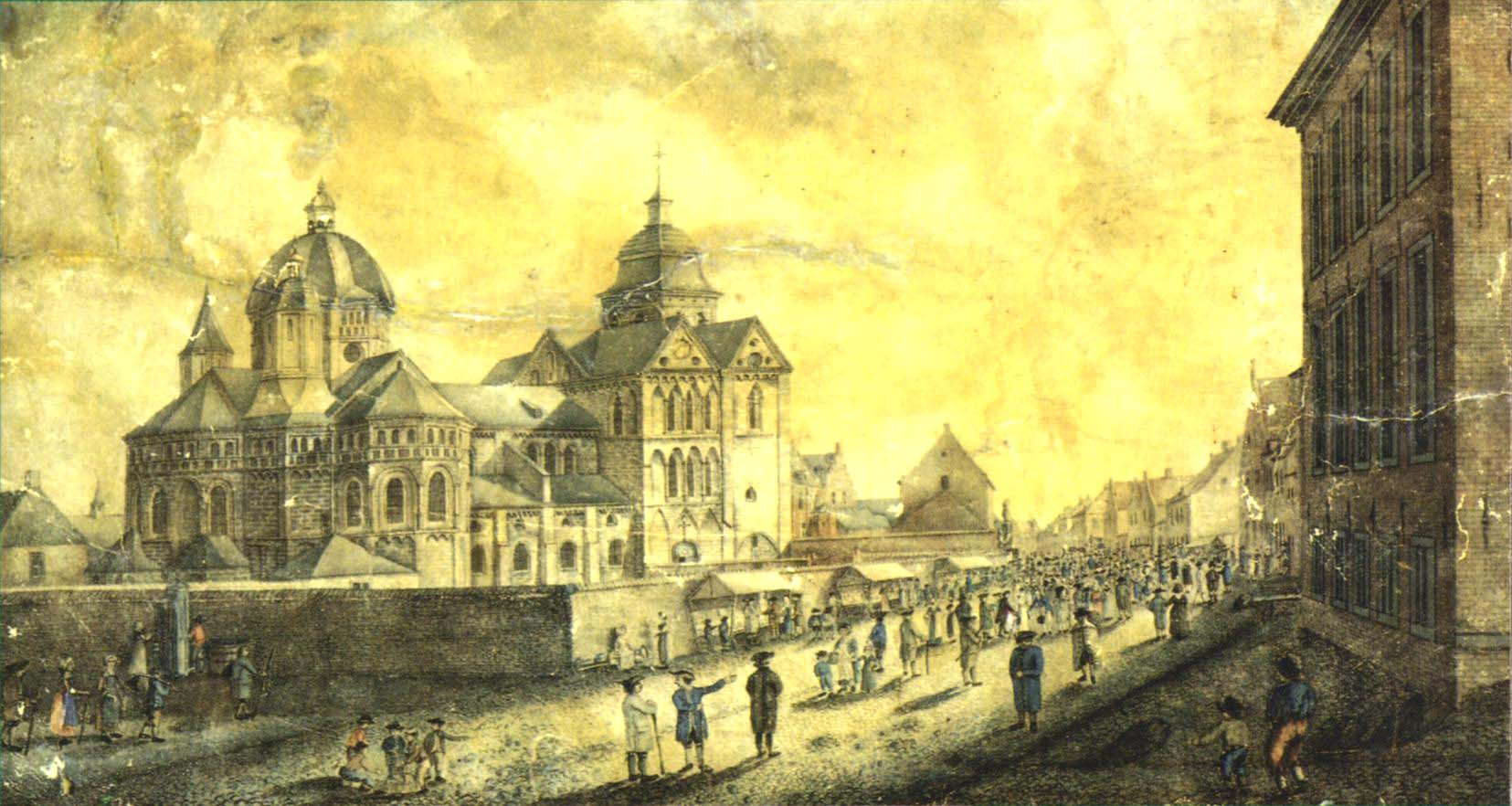
L'Abbaye de Munster au XVIIIe siècle avec l'aile gauche du monastère et le flanc droit des appartements de l'abbesse.

L'Abbaye de Munster à Ruremonde est un ancien monastère cistercien qui a existé de 1224 à 1797 et dont l'église de Munster est le seul vestige encore visible.

## Histoire

### Toponymie
Le nom de l'abbaye de Munster - fin du XVIIIe siècle, on parle de l'"abbaye de Munster" - est un peu simpliste, parce que le mot « munster » vient du latin monasterium, qui lui-même signifie monastère. À l'origine, il a été appelé Couvent de la Bienheureuse Vierge Marie.

### Fondation du monastère et son histoire jusqu'en 1797
La fondation officielle du monastère est datée du 16 juin 1224.
C'est en fait, en présence du légat du pape Conrad de Urach, que l'acte de fondation est signé par Gérard III, comte de Gueldre et son épouse Marguerite de Brabant (-1231) (nl).
Toutefois, cette signature est une formalité juridique, parce que le monastère date de quelques années (à partir de 1218?) établi à Ruremonde. La première abbesse est Richardis de Wittelsbach, veuve du comte Otton Ier de Gueldre et mère de Gérard III.
Le 18 février 1797, les sœurs, forcées par la force d'occupation française, doivent quitter l'abbaye. Sept d'entre elles restent avec une dénommée Mme Luitjens, mais plus tard, elles s'en retournent définitivement à leurs foyers.
La dernière abbesse de l'abbaye, Maria Josepha de Broich, meurt à Ruremonde le 8 février 1808.

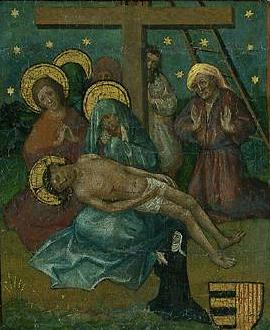
Abbesse Bela van Mirlaer van Millendonck, représentée sur la Passion de Ruremonde, 1425-55 (Rijksmuseum Amsterdam)

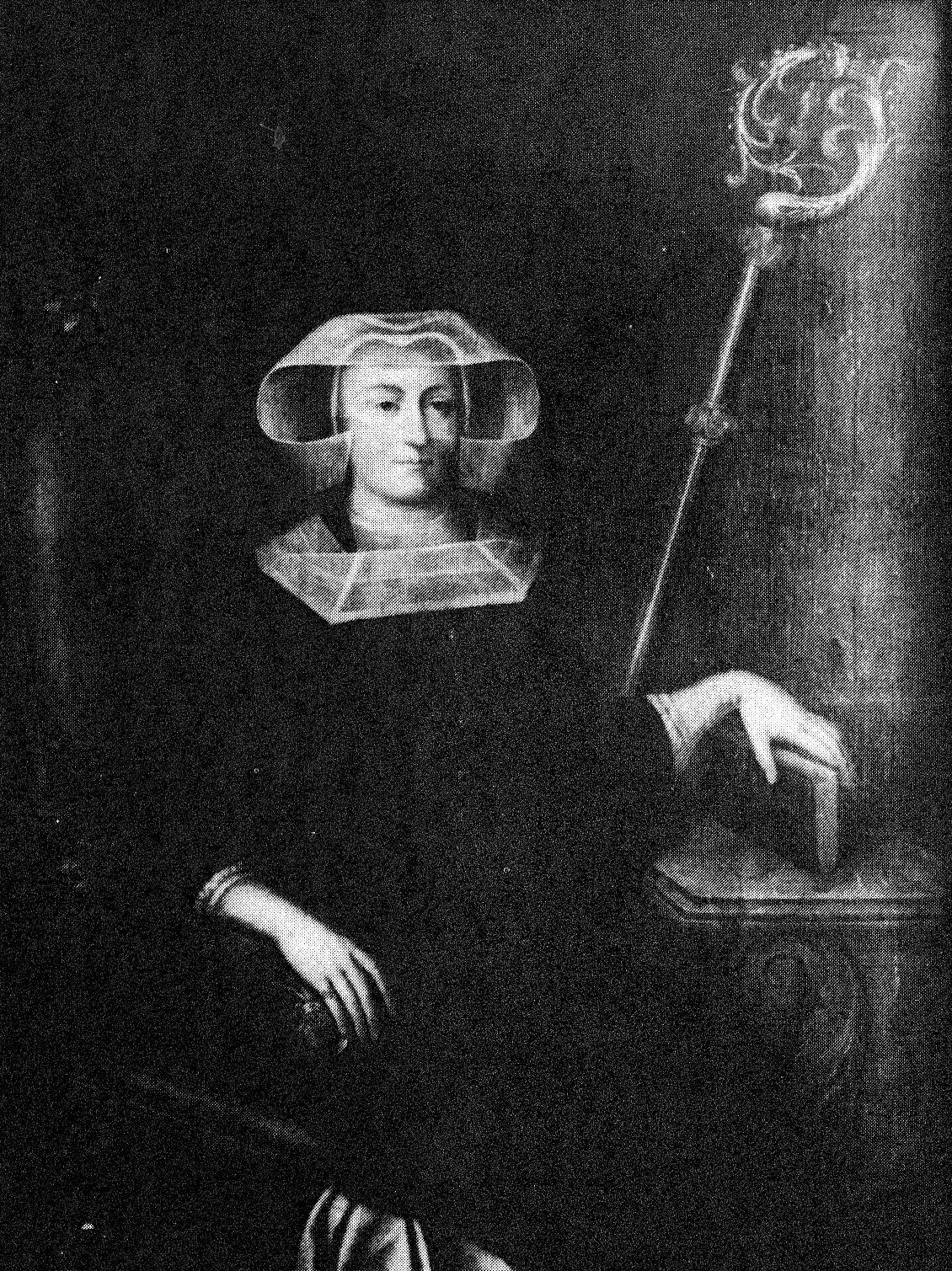
Maria Caecilia van Eyck, de l'Abbaye de Munster (portrait anonyme, 1768(?)

### Liste des abbesses de l'Abbaye de Munster
1. Richardis de Wittelsbach (porte le titre d'abbesse à partir de 1222; décède à Anagni (au sud-est de Rome) 20 septembre 1232)
2. Elisabeth van Gelre (fille?)
3. Oda van Gulik
4. Clementina van Gelder
5. Agnes van Herpen
6. Elisabeth van Swalmen
7. Gertrudis van Ravenach
8. Fritswindis van Swalmen
9. Bela van Malbourg
10. Bertha van Driel
11. Margaretha van Elmpt
12. Maria van Driel
13. Bela van Mirlaer van Millendonck (abbesse à partir de 1447)
14. Aleidis van Bommel
15. Wilhelmina van Kessel (aussi appelée Wilhelmina de Kessel; fl. XVe siècle)
16. Bela van Dript
17. Jacoba van Erp
18. Agnes van Barick
19. Elisabeth van Flodrop
20. Anna van Barick
21. Agnes van Imstenraede
22. Anna van Ruyschenbergh
23. Susanna van Pardo
24. Adama van Egeren
25. Hermanna van Poll
26. Francisca d’Alsace Bossu
27. Maria Margaretha de Wijenhorst ex Donck
28. Adriana (ou Adrienne) Albertina de Rheede de Saesvelt (abbesse de 1705-1728)
29. Anna Francisca van der Heyden, genaamd Belderbusch
30. Maria Cecilia van Eyck (décédée le 12 avril 1771)
31. Maria Josepha de Broich (abbesse jusqu'à 1797; décédée le 8 février 1808).

## Bâtiments

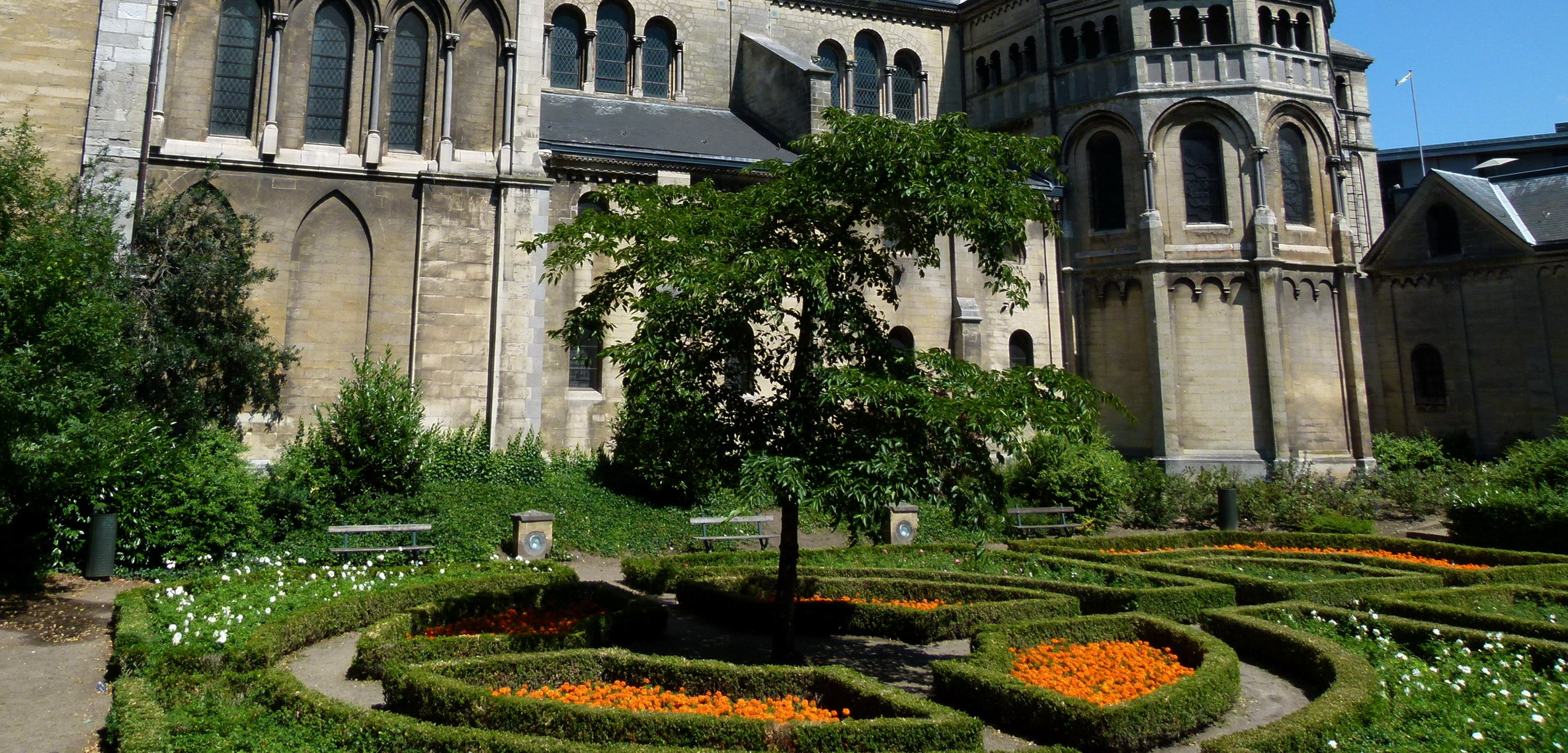
Petit jardin sur le site des anciens bâtiments disparus

La cathédrale, maintenant une église paroissiale, est le seul vestige visible du monastère.
À l'origine, se trouvait sur le côté sud de l'église, un cloître avec le réfectoire, la salle capitulaire, le hall du palais (?) et, au premier étage, le dortoir.
À l'ouest de l'église abbatiale, où se situe maintenant le kiosque à musique sur Munsterplein, se tenaient à l'origine les appartements de l'abbesse, déjà mentionnés en 1293.
Dans la rue Hamstraat on trouvait un bâtiment qui a probablement servi de maison d'hôtes. La même rue abritait aussi la grande porte qui menait au cloître.
Pendant l'occupation française les appartements de l'abbesse ont été utilisés comme une prison tandis que les autres bâtiments ont été utilisés comme casernes.
Lorsque la prison, au milieu du XIXe siècle, est déplacée ailleurs, tous ces bâtiments, délabrés, ont été démolis pour faire place à un parc public.
Ce qui restait des bâtiments autour du cloître, en dépit de l'effort opiniâtre de sauvetage du prêtre et historien Mgr. Van Gils, ont été démolis en 1924.

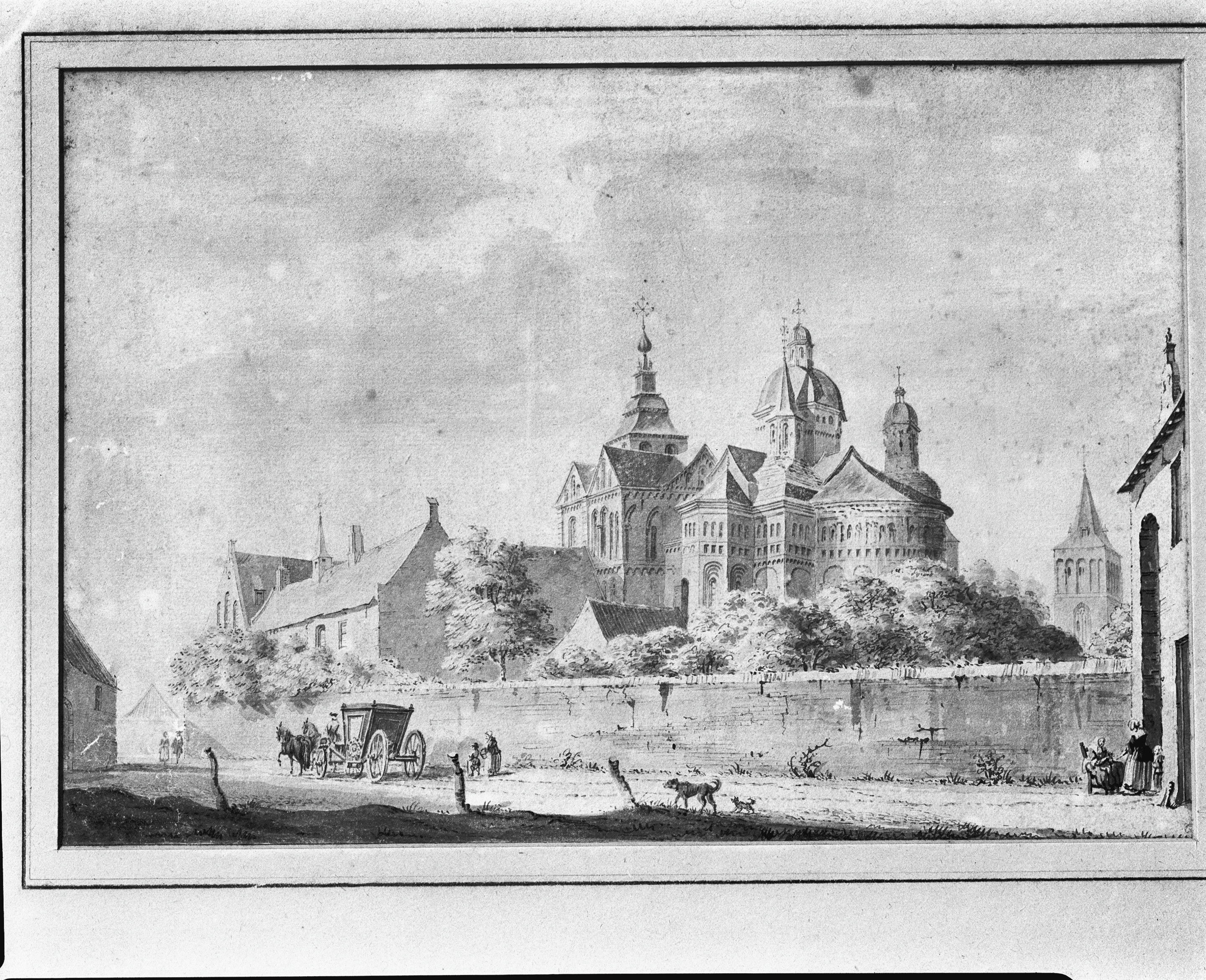
Enceinte cloturée, 1738.
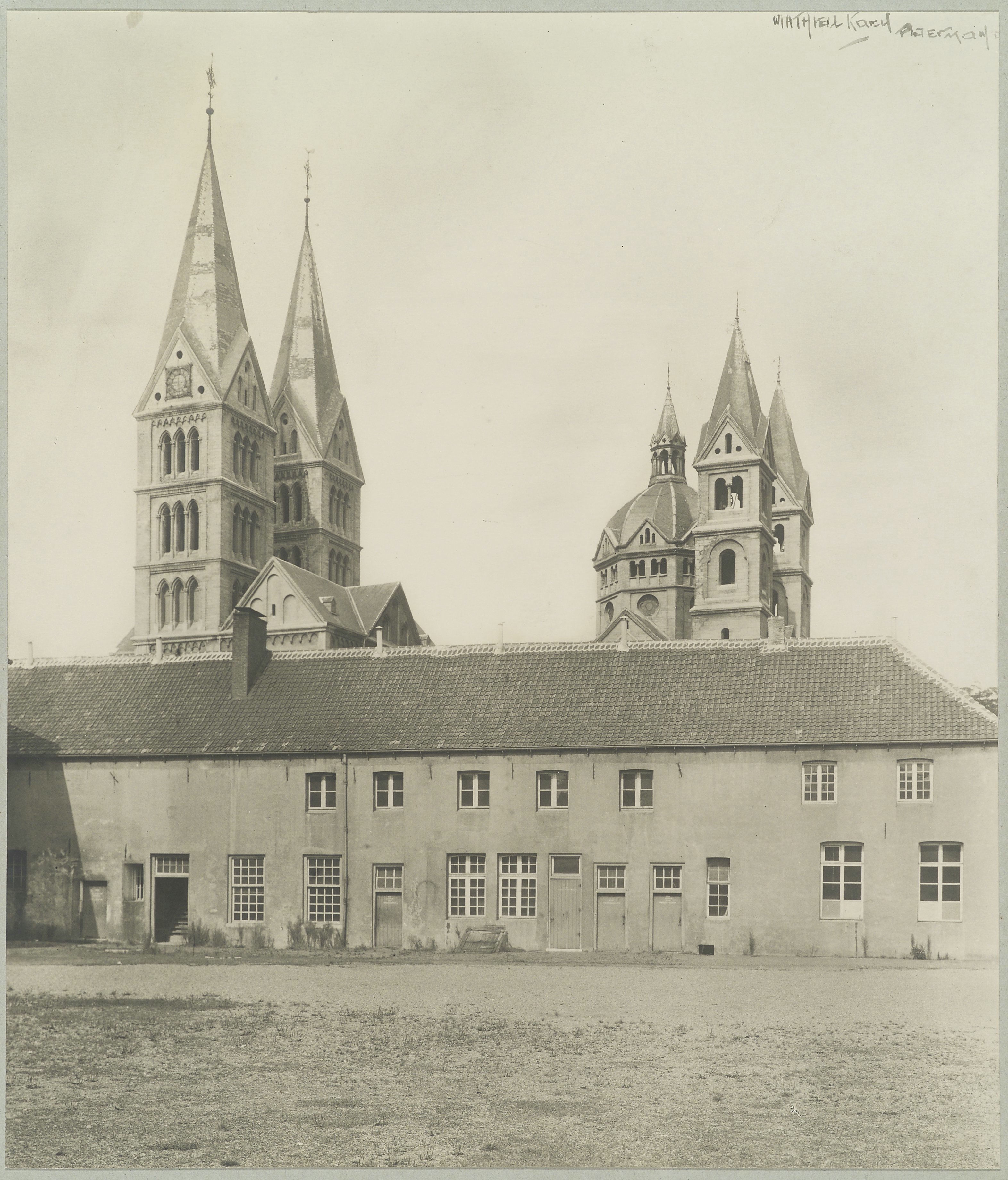
Aile du couvent, avant 1924.
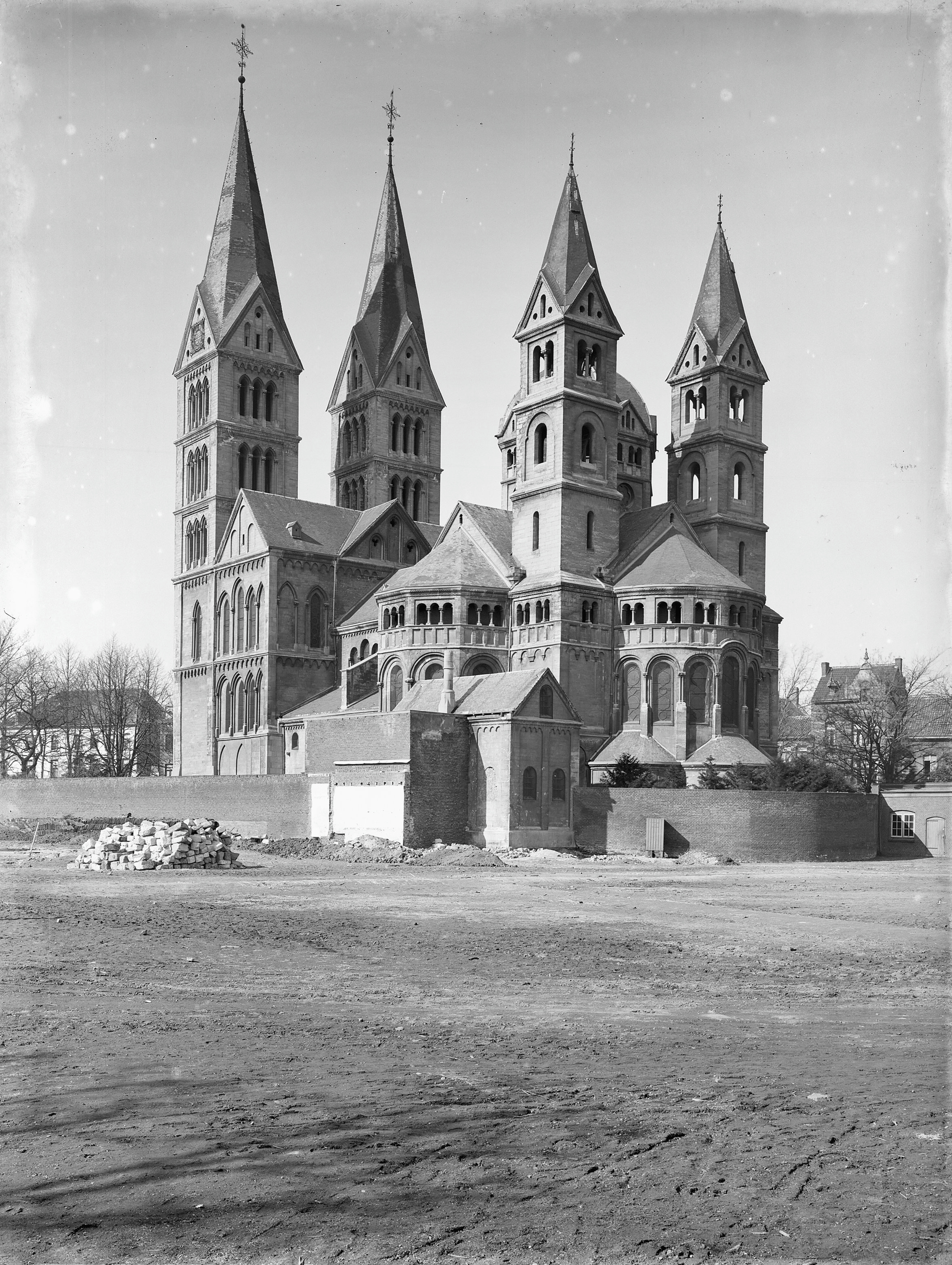
Après la démolition 1924.
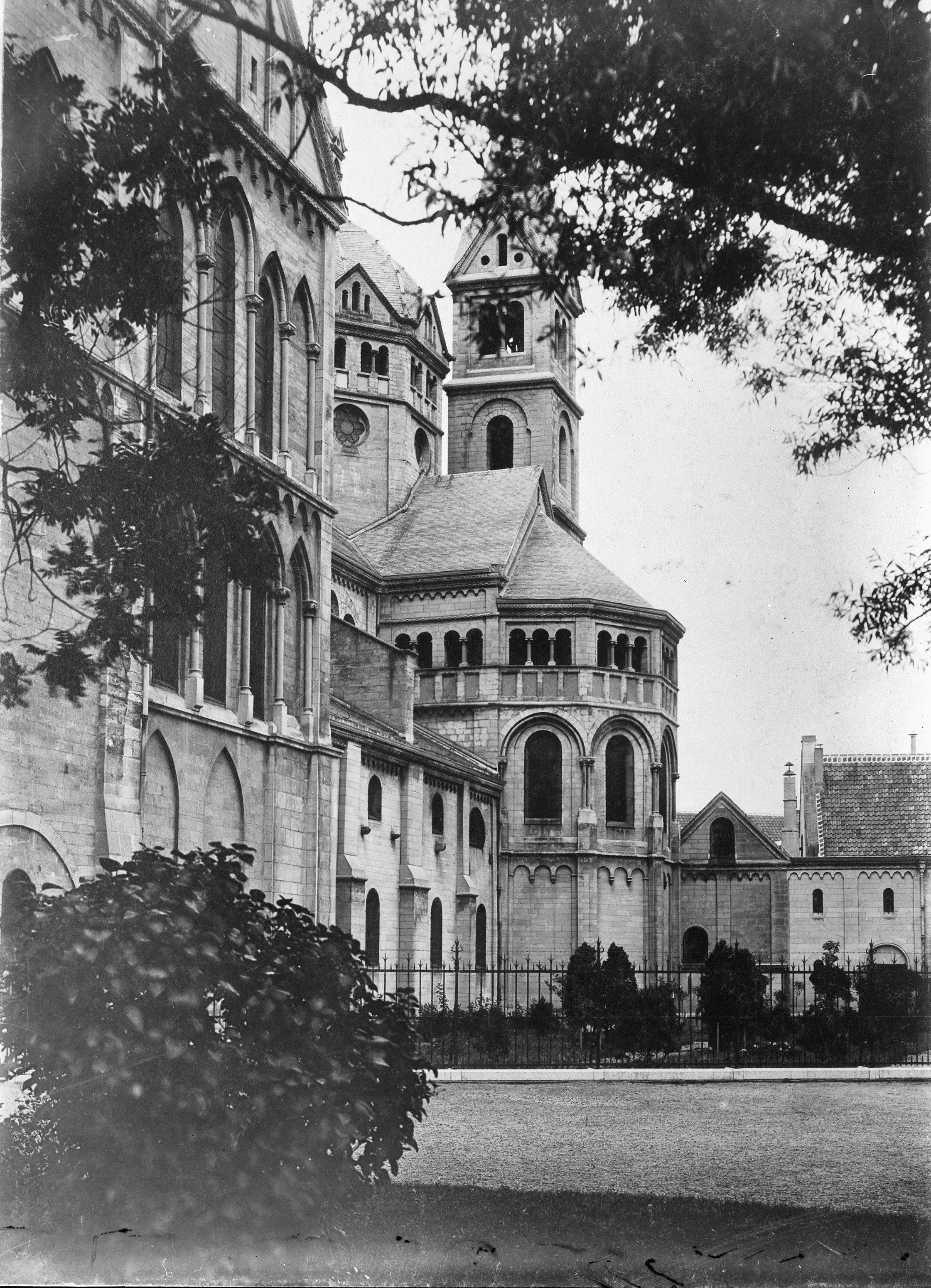
Zone rénovée.